# Prefektura Išikava
Prefektura Išikava (石川県, Išikava-ken) je prefektura na Japonskem v regiji Čubu na otoku Honšu. Prefektura Išikava ima 1.140.573 prebivalcev (31. oktober 2019) in ima geografsko območje 4186 km2. Meji na prefekturo Tojama na vzhodu, prefekturo Gifu na jugovzhodu in prefekturo Fukui na jugu.
Kanazava je glavno in največje mesto prefekture, z drugimi večjimi mesti, vključno s Hakusanom, Komacujem in Kago. Išikava je na obali Japonskega morja in ima večji del polotoka Noto, ki tvori zaliv Tojama, enega največjih zalivov na Japonskem. Prefektura Išikava je del zgodovinske regije Hokuriku in nekoč pomembno naseljeno središče, ki je vsebovalo nekaj najbogatejših hanov (domen) japonske fevdalne dobe. Tu stoji grad Kanazava, Kenroku-en, eden od treh velikih japonskih vrtov, znana je po običaju Njotaimori (imenovan "telesni suši", japonska praksa strežbe sašimija ali sušija z golega ženskega telesa) in posodi Kutani.

## Zgodovina
Po odpravi fevdalnega sistema v obnovi Meidži je bila prefektura Išikava ustanovljena leta 1871 v starodavnih provincah Kaga (加賀国, Kaga-no-kuni), Noto (能登国, Noto-no kuni), Ečizen in Etčū iz več fevdov (Han) ali prefektur, ki so nastale iz njih. Začasno je vključevala območji dveh drugih današnjih prefektur: prefektura Fukui je bila dokončno ločena od Išikave leta 1881, prefektura Tojama šele leta 1883.

## Geografija
Severni del prefekture sestavlja ozek polotok Noto, medtem ko je južni del širši in je sestavljen večinoma iz gora z glavnim mestom prefekture, Kanazava, ki je v obalni nižini. Prefektura ima tudi nekaj otokov, vključno z Notodžima, Micukedžima, Heguradžima.
Od 1. aprila 2012 je bilo 13 % celotne površine prefekture označenih kot naravni parki, in sicer narodni park Hakusan; kvazi-narodna parka Ečizen-Kaga Kaigan in Noto Hanto; in pet prefekturnih naravnih parkov.

## Gospodarstvo
V išikavski industriji prevladujeta tekstilna industrija, zlasti umetne tkanine, in strojna industrija, zlasti gradbeni stroji.

## Demografija
Prefektura Išikava ima površino 4186,09 km2 in ima od 31. oktobra 2019 1.140.573 prebivalcev.
| Ime             | Enota              | Podatek   |
| --------------- | ------------------ | --------- |
| Površina        | km2                | 4186,09   |
| Št. prebivalcev | prebivalcev        | 1.140.573 |
| Gostota         | prebivalcev na km2 | 278,72    |

## Kultura
Območje je znano po umetnosti in obrti ter drugih kulturnih tradicijah:
- Umetnost Noh je bila predstavljena na tem območju med vladavino petega dajmjo Maede Cunanorija in je bila prečiščena v slogu Kaga hošo.
- Čajna slovesnost je bila uvedena leta 1666, ko je Maeda Tošicune povabil Senbiki Sošicu iz Urasenke v Kanazavo.
- Keramika Kutani (Kutani jaki) je svetlo obarvana glazura kot kitajski porcelan.
- Ohi čajna posoda (Ōhi jaki) je keramika s slogom, ki je edinstven za Kanazavo.
- Njotaimori ali telesni suši naj bi izviral iz prefekture Išikava.
- Kaga svila (Kaga jūzen) je narejena z zapleteno tehniko svilenega tiska z namerno grobim videzom (vabi-sabi).
- Lakirana posoda Kanazava (Kanazava šiki) je visoko kakovostna lakirana posoda, tradicionalno okrašena z zlatim prahom.
- Kanazava zlati lističi (Kanazava haku) se proizvajajo s tehniko tolčenja zlata v tanke plošče.
- Kaga mizuhiki je traku podoben okras iz lepljenega japonskega papirja (vaši).
- Intarzija kaga (Kaga zōgan) je izdelana s kombinacijo tankih ravnih in nitastih kovinskih vložkov.
- Godžindžo Daiko je japonski boben, kulturna dediščina mesta Vadžima (od leta 1961) kot tudi nematerialna kulturna dediščina prefekture Išikava (od leta 1963).
- Festival Abare slovi kot najbolj "hud" festival Noto, Išikava.

## Turizem
Najbolj priljubljena destinacija v Išikavi je Kanazava. Priljubljene lokacijo so:
- 1000 riževih polj (千枚田) je eden najbolj slikovitih krajev v Išikavi. Dejansko je 1004 njiv, ki so bodisi v lasti in oskrbi družin bodisi jih dajejo v najem in skrbijo domačini. Vsako leto v zadnjem tednu septembra se v okviru vsedržavne loterije izžrebata imena dveh parov, ki bosta imela poročni obred v Senmaidi. Dogodek je odprt za javnost.
- Muzej sodobne umetnosti 21. stoletja, Kanazava; (金沢21世紀美術館, Kanazawa Nijūisseiki Bijutsukan); muzej sta leta 2004 zasnovala japonska arhitekta Kazujo Sedžima in Rjue Nišizava iz arhitekturnega biroja SANAA. Oktobra 2005, eno leto po odprtju, je muzej zabeležil 1.570.000 obiskovalcev.
- Dovoz Čirihama
- Higaši-čaja okrožje v Kanazavi
- Muzej umetnosti prefekture Išikava (石川県立美術館, Ishikawa Kenritsu Bijutsukan); zbirka vključuje nekaj najpomembnejših kulturnih dobrin prefekture in dela umetnikov, ki so povezani z regijo.
- Okrožje toplih vrelcev Kaga
- Kenroku-en
- Gora Haku je mirujoči stratovulkan na Japonskem, zadnji izbruh pa se je zgodil leta 1659. Skupaj z gorama Tate in Fudži je ena od japonskih "Treh svetih gora".
- Laguna Šibajama
- Jutranja tržnica Vadžima (輪島朝市) ; obiskovalci se lahko sprehodijo po številnih stojnicah s svežimi morskimi sadeži, lakiranimi izdelki in drugimi ročnimi izdelki.